# Aphidius ribis
Aphidius ribis är en stekelart som beskrevs av Alexander Henry Haliday 1834. Aphidius ribis ingår i släktet Aphidius och familjen bracksteklar. Arten är reproducerande i Sverige. Inga underarter finns listade i Catalogue of Life.